# Zoza
Zoza település Franciaországban, Corse-du-Sud megyében. Lakosainak száma 66 fő (2022. január 1.). Zoza Altagène, Cargiaca, Serra-di-Scopamène, Sainte-Lucie-de-Tallano és Zérubia községekkel határos.

## Népesség
A település népessége az elmúlt években az alábbi módon változott:
| Lakosok száma | 84   | 67   | 55   | 62   | 52   | 53   | 54   | 62   | 66   | 66   |
|               | 1968 | 1982 | 1990 | 2006 | 2013 | 2015 | 2017 | 2019 | 2020 | 2022 |